# Campynemanthe
Campynemanthe, biljni rod iz porodice Campynemataceae. Cijeli rod endemičan je za Novu Kaledoniju. Postoje tri taksonomski priznate vrsta (hemikriptofiti)

## Vrste
1. Campynemanthe neocaledonica (Rendle) Goldblatt
2. Campynemanthe parva Goldblatt
3. Campynemanthe viridiflora Baill.

## Vanjske poveznice
- Notes on the Floral Biology, Cytology, and Embryology of Campynemanthe (Liliales: Campynemataceae)